# Цветелина Атанасова
Цветелина Атанасова е българска журналистка.

## Биография
Цветелина Атанасова е родена на 6 септември 1960 година в Бургас. Завършва през 1979 година средното си образование в музикалното училище в Бургас (сега НУМСИ „Проф. Панчо Владигеров“) със специалност „Солово пеене“. Хорист е в Смесен хор „Родна песен“ в Бургас. Завършва с бакалавърска степен по масови комуникации, а след това магистратура, специалност „Обществени комуникации“. Специализира журналистика в Нов български университет, както и медиазнание с персонифицирана аудиовизуална журналистика.
Автор е на повече от 100 документални филма, между които сериите „Потънали черноморски пристанища“, „Под морските вълни“, „Акра – история между вода и огън“, „Солени сълзи“, „Силата на Дамасцена“, „Плачът на морето“, „Черно море – съдба и бъдеще“, „Черно и бяло“, „Пришълците“, поредицата от документални филми „Светлина в безкрая“, разказваща за историята на фаровете по Черноморието, от най-северната част – Шабла, до най-южната, авторските филми „Антарктида:25 стъпки в бъдещето“, „90 градуса южна ширина“, „Сърдити ледове“, „Мисия Антарктида“. 
Като участник в няколко експедиции до Антарктида, на нейно име е кръстен нос на северния бряг на остров Ливингстън, Atanasova Point.
Документалният „Аз, ти и приятели“ е отличен на престижния Международен фестивал на червенокръстките и здравни филми, чието 17-о издание се провежда във Варна. Лентата получава наградата на председателя на Българския Червен кръст и е единствената наградена българска продукция в категорията „Филми на Червения кръст и Червения полумесец“. Атанасова е работила повече от 25 години в БНТ.
Цветелина посвещава и книга на Черно море. Първото представяне на „Моето Черно море“ прави пред ученици от Природо-математическата гимназия във Варна, в края на октомври 2017 година. Седмица по-късно тя е представена и в Бургас. Авторското печатно издание е и с диск, в който е поместен филм за срещите ѝ с морските обитатели.
Цветелина е участвала в екологични мисии в ЮАР, Мозамбик, Кения, Тайланд, както и в три Антарктически експедиции. Тя е носител на престижни награди от кинофестивали в България и чужбина, както и на отличие за цялостен принос в опазването на Черно море на Програмата на ООН за развитие. Има и участия в десетки състезания по подводен риболов.
Цветелина Атанасова умира на 21 май 2018 г. в София.